# Championnats du monde de descente de canoë-kayak 2012
Navigation
Championnats du monde de descente 2011 Championnats du monde de descente 2013
Les 29e championnats du monde de descente en canoë-kayak de 2012 se sont tenus à Mâcot-la-Plagne, en France, sous l'égide de la Fédération internationale de canoë du 27 juin au 1er juillet 2012. 158 sportifs provenant de 26 nations participent à la compétition.
C'est la troisième fois que les championnats du monde de descente ont lieu sur l'Isère après les éditions de 1987 et 1969.

## Programme des compétitions
La classique se déroule en une seule manche d'une durée supérieure à 5 minutes. Le plus souvent, la durée est comprise entre 12 et 20 minutes pour les meilleurs. Il s'agit d'un contre-la-montre.
Le sprint se déroule pour sa part en deux manches additionnée. La durée de ces manches doit être comprise entre 1 minutes et 2 minutes chacune pour les meilleurs. Cette fois il y a une première phase qualificative le samedi. Seuls les 15, 12 ou 10 meilleurs sont qualifiés pour la finale qui a lieu le lendemain et qui est en une seule manche.
- Mercredi 27 juin 2012 : Classique individuel
- Jeudi 28 juin 2012 : Classique par équipe
- Vendredi 29 juin 2012 : Classique master - épreuve ne comptant pas dans les championnats du monde ouvert réservé aux catégories vétérans
- Samedi 30 juin 2012 : Qualification du Sprint individuel
- Dimanche 1er juillet 2012 : Finale du Sprint individuel et Sprint par équipe

Chaque épreuve est courue dans les catégories :
- C1 Homme
- C1 Dame (à l'exception des courses par équipe)
- K1 Homme
- K1 Dame
- C2 Homme

## Classique

### K1
| Rang               | Athlète        | Pays      | Temps    |
| ------------------ | -------------- | --------- | -------- |
| Médaille d'or      | Tobias Bong    | Allemagne | 13:30.25 |
| Médaille d'argent  | Rémi Pété      | France    | 13:30.98 |
| Médaille de bronze | Nejc Žnidarčič | Slovénie  | 13:32.73 |

| Rang               | Athlète                                 | Pays      | Temps    |
| ------------------ | --------------------------------------- | --------- | -------- |
| Médaille d'or      | Quentin Bonnetain Rémi Pété Paul Graton | France    | 13:39.55 |
| Médaille d'argent  | Tomas Slovak Kare Slepical Kamil Mruzek | Tchéquie  | 13:41.68 |
| Médaille de bronze | Tobias Bong Achim Overbeck Marc Roesner | Allemagne | 13:42.88 |

| Rang               | Athlète           | Pays      | Temps    |
| ------------------ | ----------------- | --------- | -------- |
| Médaille d'or      | Manuela Stöberl   | Allemagne | 14:41.54 |
| Médaille d'argent  | Sixtine Malaterre | France    | 14:43.41 |
| Médaille de bronze | Alke Overbeck     | Allemagne | 14:47.56 |

| Rang               | Athlète                                               | Pays      | Temps    |
| ------------------ | ----------------------------------------------------- | --------- | -------- |
| Médaille d'or      | Sixtine Malaterre Laëtitia Parage Claire Bren         | France    | 14:47.69 |
| Médaille d'argent  | Alke Overbeck Manuela Stöberl Sabine Fuesser          | Allemagne | 14:59.41 |
| Médaille de bronze | Sabine Eichenberger Chantal Abgottspon Melanie Mathys | Suisse    | 15:05.27 |

### C1
| Rang               | Athlète           | Pays     | Temps    |
| ------------------ | ----------------- | -------- | -------- |
| Médaille d'or      | Emil Milihram     | Croatie  | 14:26.19 |
| Médaille d'argent  | Yann Claudepierre | France   | 14:36.69 |
| Médaille de bronze | Ondrej Rolenc     | Tchéquie | 14:39.11 |

| Rang               | Athlète                                             | Pays     | Temps    |
| ------------------ | --------------------------------------------------- | -------- | -------- |
| Médaille d'or      | Igor Gojic Tomislav Lepan Emil Milihram             | Croatie  | 14:44.99 |
| Médaille d'argent  | Yann Claudepierre Stephane Santamaria Louison Tanet | France   | 14:47.91 |
| Médaille de bronze | Ondrej Rolenc Lukas Novosad Antonin Hales           | Tchéquie | 14:55.45 |

| Rang               | Athlète           | Pays        | Temps    |
| ------------------ | ----------------- | ----------- | -------- |
| Médaille d'or      | Julie Paoletti    | France      | 16:49.82 |
| Médaille d'argent  | Hana Peterkova    | Tchéquie    | 17:08.39 |
| Médaille de bronze | Radka Felingerova | Royaume-Uni | 17:24.92 |

### C2
| Rang               | Athlète                              | Pays      | Temps    |
| ------------------ | ------------------------------------ | --------- | -------- |
| Médaille d'or      | Guillaume Alzingre Yann Claudepierre | France    | 14:14.89 |
| Médaille d'argent  | Normen Weber Rene Bruecker           | Allemagne | 14:43.84 |
| Médaille de bronze | Lars Walter Johannes Baumann         | Allemagne | 14:44.93 |

| Rang               | Athlète                                                                                             | Pays      | Temps    |
| ------------------ | --------------------------------------------------------------------------------------------------- | --------- | -------- |
| Médaille d'or      | Stephane Santamaria / Yann Claudepierre Tom Bar / Mickael Cordier Damien Guyonnet / Gaetan Guyonnet | France    | 14:40.59 |
| Médaille d'argent  | Lars Walter / Johannes Baumann Normen Weber / Rene Bruecker Maik Schmitz / Matthias Nies            | Allemagne | 14:43.86 |
| Médaille de bronze | Michal Cuc / Jan Zdrahal David Lisicky / Lukas Uncajtik Jan Stastny / Ondrej Rolenc                 | Tchéquie  | 14:49.02 |

## Sprint

### K1
| Rang               | Athlète        | Pays        | Temps   |
| ------------------ | -------------- | ----------- | ------- |
| Médaille d'or      | Nejc Žnidarčič | Slovénie    | 1:08.95 |
| Médaille d'argent  | Tobias Bong    | Allemagne   | 1:10.03 |
| Médaille de bronze | Ben Oakley     | Royaume-Uni | 1:10.37 |

| Rang               | Athlète                                  | Pays     | Temps   |
| ------------------ | ---------------------------------------- | -------- | ------- |
| Médaille d'or      | Nejc Žnidarčič Tim Kolar Maks Franceskin | Slovénie | 2:34.03 |
| Médaille d'argent  | Tomas Slovak Karel Slepica Richard Hala  | Tchéquie | 2:34.09 |
| Médaille de bronze | Paolo Bifano Mariano Bifano Jaka Jazbec  | Italie   | 2:34.41 |

| Rang               | Athlète           | Pays   | Temps   |
| ------------------ | ----------------- | ------ | ------- |
| Médaille d'or      | Claire Bren       | France | 1:16.70 |
| Médaille d'argent  | Laëtitia Parage   | France | 1:17.02 |
| Médaille de bronze | Sixtine Malaterre | France | 1:17.11 |

| Rang               | Athlète                                               | Pays      | Temps   |
| ------------------ | ----------------------------------------------------- | --------- | ------- |
| Médaille d'or      | Alke Overbeck Manuela Stöberl Sabine Fuesser          | Allemagne | 2:50.08 |
| Médaille d'argent  | Sixtine Malaterre Laëtitia Parage Claire Bren         | France    | 2:54.69 |
| Médaille de bronze | Sabine Eichenberger Chantal Abgottspon Melanie Mathys | Suisse    | 2:56.76 |

### C1
| Rang               | Athlète            | Pays    | Temps   |
| ------------------ | ------------------ | ------- | ------- |
| Médaille d'or      | Guillaume Alzingre | France  | 1:12.54 |
| Médaille d'argent  | Igor Gojic         | Croatie | 1:13.21 |
| Médaille de bronze | Emil Milihram      | Croatie | 1:13.30 |

| Rang               | Athlète                                            | Pays     | Temps   |
| ------------------ | -------------------------------------------------- | -------- | ------- |
| Médaille d'or      | Yann Claudepierre Guillaume Alzingre Louison Tanet | France   | 2:43.48 |
| Médaille d'argent  | Igor Gojic Tomislav Lepan Emil Milihram            | Croatie  | 2:46.41 |
| Médaille de bronze | Ondrej Rolenc Lukas Novosad Tomas Kejklicek        | Tchéquie | 2:47.45 |

| Rang               | Athlète            | Pays     | Temps   |
| ------------------ | ------------------ | -------- | ------- |
| Médaille d'or      | Marjolaine Hecquet | France   | 1:25.71 |
| Médaille d'argent  | Julie Paoletti     | France   | 1:28.77 |
| Médaille de bronze | Hana Peterkova     | Tchéquie | 1:32.78 |

### C2
| Rang               | Athlète                              | Pays     | Temps   |
| ------------------ | ------------------------------------ | -------- | ------- |
| Médaille d'or      | Guillaume Alzingre Yann Claudepierre | France   | 1:12.08 |
| Médaille d'argent  | Damien Guyonnet Gaetan Guyonnet      | France   | 1:13.97 |
| Médaille de bronze | Michal Sramek Lukas Tomek            | Tchéquie | 1:14.36 |

| Rang               | Athlète                                                                                            | Pays      | Temps   |
| ------------------ | -------------------------------------------------------------------------------------------------- | --------- | ------- |
| Médaille d'or      | Guillaume Alzingre / Yann Claudepierre Tom Bar / Mickael Cordier Damien Guyonnet / Gaetan Guyonnet | France    | 2:43.23 |
| Médaille d'argent  | Michal Cuc / Jan Zdrahal Michal Sramek / Lukas Tomek Jan Stastny / Ondrej Rolenc                   | Tchéquie  | 2:45.37 |
| Médaille de bronze | Johannes Baumann / Lars Walter Stephan Stiefenhoffer / Guido Wahl Maik Schmitz / Matthias Nies     | Allemagne | 2:47.49 |

## Tableau des médailles
| Rang  | Nation      | Or | Argent | Bronze | Total |
| ----- | ----------- | -- | ------ | ------ | ----- |
| 1     | France      | 11 | 8      | 1      | 20    |
| 2     | Allemagne   | 3  | 4      | 4      | 11    |
| 3     | Croatie     | 2  | 2      | 1      | 5     |
| 4     | Slovénie    | 2  | 0      | 1      | 3     |
| 5     | Tchéquie    | 0  | 4      | 6      | 10    |
| 6     | Royaume-Uni | 0  | 0      | 2      | 2     |
| 6     | Suisse      | 0  | 0      | 2      | 2     |
| 7     | Italie      | 0  | 0      | 1      | 1     |
| Total | Total       | 18 | 18     | 18     | 54    |

## Bilan
La France, organisatrice de ces championnats a dominé avec 11 titres sur 18 possibles. Guillaume Alzingre qui s'est aligné sur 6 courses (C1H classique, C2H classique, C1H sprint, C2H sprint, C1H sprint par équipe, C2H sprint par équipe) repart avec 5 titres. Son coéquipier en C2, Yann Claudepierre qui s'était aligné sur les 8 courses de canoë, repart également avec 5 titres et 2 médailles d'argent. Le sprint des kayaks dame aura également marqué la compétition avec un triplé français dont Claire Bren qui remporte la course pour ses premiers championnats du monde senior.
La catégorie C1 Dame fait son apparition pour la première fois aux championnats du monde. Encore naissante, il y a peu d'embarcations au départ et de ce fait, il n'y a pas de courses par équipe dans cette catégorie. La classique et le sprint sont remportés par la France. Julie Paoletti repart avec un titre et une médaille d'argent dans cette catégorie.